# Prosper Balthazar Lyimo
Prosper Balthazar Lyimo (* 20. August 1964 in Kyou-Kilema, Tansania) ist ein tansanischer Geistlicher und römisch-katholischer Weihbischof in Arusha.

## Leben
Prosper Balthazar Lyimo empfing am 4. Juli 1997 das Sakrament der Priesterweihe für das Erzbistum Arusha. Bis 1999 war er als Erzieher am Knabenseminar in Arusha tätig. Von 2000 bis 2004  und von 2007 bis 2008 war er Kanzler des Erzbistums Arusha.
Im Jahr 2004 ging er zum Studium nach Rom und erwarb 2007 an der Päpstlichen Universität Urbaniana das Lizenziat in Kanonischem Recht. Nach weiteren Studien von 2008 bis 2011 an der Saint Paul University in Ottawa wurde er zum Dr. jur. can. promoviert. Ab 2011 war er erneut Kanzler und außerdem Offizial des Erzbistums Arusha.
Am 11. November 2014 ernannte ihn Papst Franziskus zum Titularbischof von Vanariona und zum Weihbischof in Arusha. Die Bischofsweihe spendete ihm der Erzbischof von Arusha, Josaphat Louis Lebulu, am 15. Februar des folgenden Jahres. Mitkonsekratoren waren der Apostolische Nuntius in Tansania, Erzbischof Francisco Montecillo Padilla, und der Bischof von Moshi, Isaac Amani Massawe.